# Aporophyla
Aporophyla is een geslacht of nachtvlinders uit de familia Noctuidae.

## Soorten
- A. albapice Köhler, 1952
- A. apicalis Köhler, 1979
- A. australis

Geveerde witvleugeluil (Boisduval, 1829) - Geveerde witvleugeluil
- A. canescens (Duponchel, 1826)
- A. chioleuca (Herrich-Schäffer, 1850)
- A. dipsalea Wiltshire, 1941
- A. haasi Staudinger, 1891
- A. lueneburgensis

Heidewitvleugeluil (Freyer, 1848) - Heidewitvleugeluil
- A. lutulenta

Bruine witvleugeluil (Denis & Schiffermüller, 1775) - Bruine witvleugeluil
- A. nigra

Zwarte witvleugeluil (Haworth, 1809) - Zwarte witvleugeluil
- A. virgo Köhler, 1979